# Lafayette (Indiana)
Lafayette (IPA: [ˈlɑ.fəˌjɛt]) es una ciudad sede del Condado de Tippecanoe, en el estado de Indiana, Estados Unidos, a 101 km al noroeste de Indianápolis. Su población, según el censo del año 2000, es de 56.397 habitantes. Junto con su vecina ciudad de West Lafayette, sede de la Universidad de Purdue, forma un área metropolitana con una población de 183 340, ocupando el puesto 215 en la lista de áreas metropolitanas más pobladas de los Estados Unidos.
Se encuentra a la orilla izquierda del río Wabash, afluente del río Ohio, que a su vez es afluente del Misisipi.

## Geografía
Está a una altitud de 167 metros sobre el nivel del mar. Según la Oficina del Censo de los Estados Unidos, la ciudad tiene un área de 52.0 km², todos ellos de tierra.

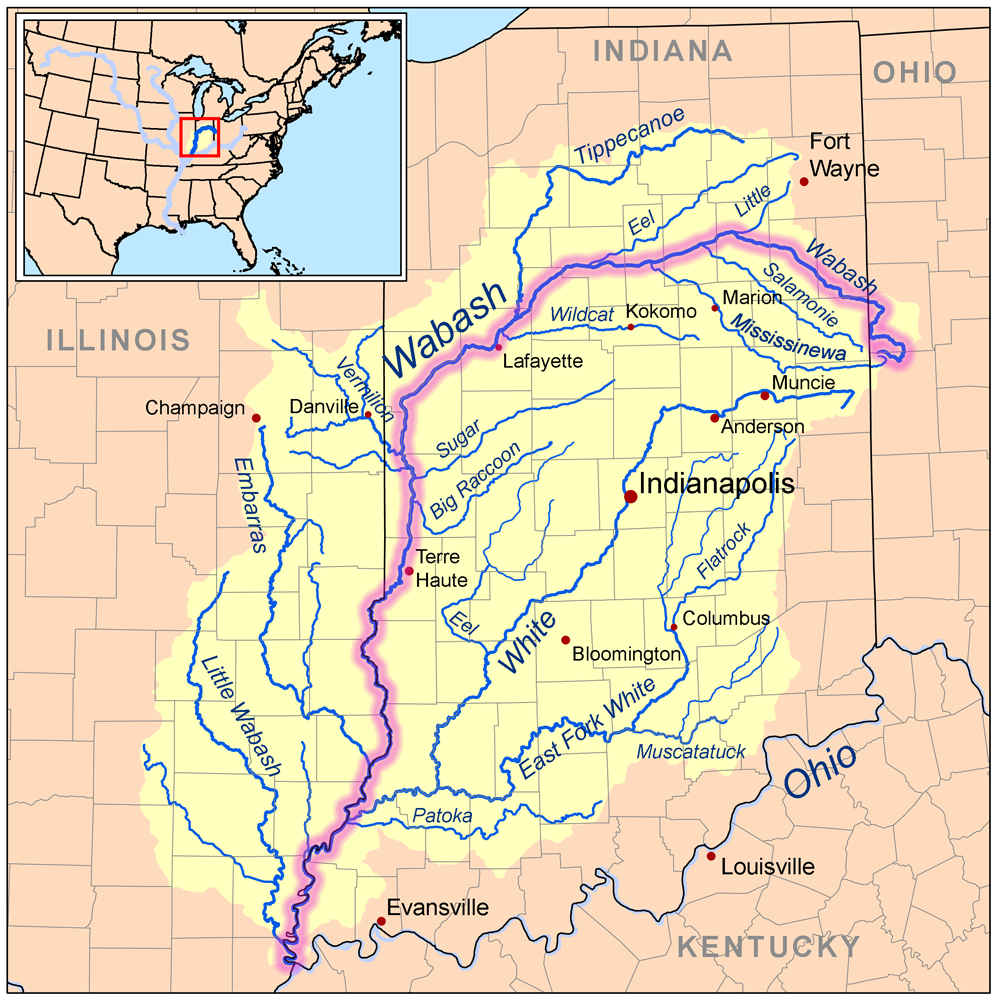
Ubicación de Lafayette en un mapa de la cuenca del río Wabash

## Historia
El área sobre la que hoy en día se encuentra el condado de Tippecanoe fue habitada siglos atrás por una tribu de los indios Miami conocida como los Weas. El gobierno francés estableció en aquellas tierras el Fuerte Ouiatenon en 1717, a unos 5 kilómetros de lo que hoy es Lafayette. El fuerte llegó a ser centro para tramperos, comerciantes e indios. Un festival anual, denominado The Feast of the Hunters' Moon rememora aquellos días.
Lafayette fue el lugar de donde partió el primer correo aéreo de los Estados Unidos, el 17 de agosto de 1859 cuando John Wise pilotó un globo desde esta ciudad rumbo a Nueva York, pero dadas las malas condiciones climáticas, tuvo que descender en una localidad cercana, teniéndose que hacer la entrega por tren. En 1959, el servicio postal de los Estados Unidos editó un sello conmemorativo de aquel acontecimiento, coincidiendo con su centenario.

## Demografía
Según el censo del año 2000, Lafayette contaba con 56.397 habitantes, 24.060 viviendas y 13.666 familias residiendo allí. La densidad de población era de 1.083,9 /km². El 88,91% de sus habitantes eran de raza blanca, el 9,11% hispanos, el 3,22% afroamericanos, y el resto, de otras etnias.

## Personajes famosos
- Axl Rose, vocalista de Guns N' Roses y AC DC
- Izzy Stradlin, guitarrista original de Guns N' Roses
- Sydney Pollack, director de cine
- Shannon Hoon, vocalista de Blind Melon
- Jeremy Camp, cantante cristiano
- Embeth Davidtz, actriz

## Galería de imágenes

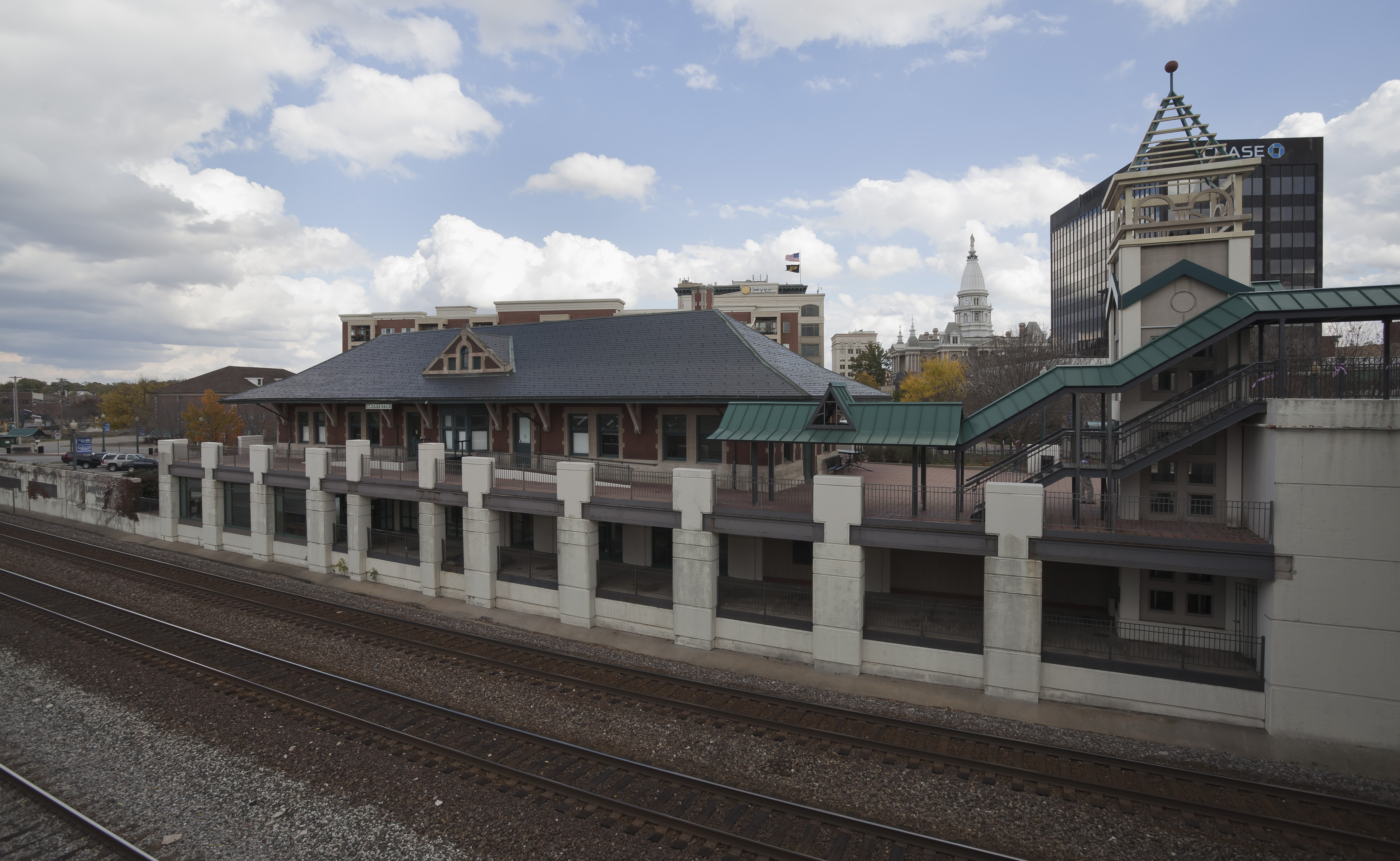
Estación de FF.CC. de Lafayette.
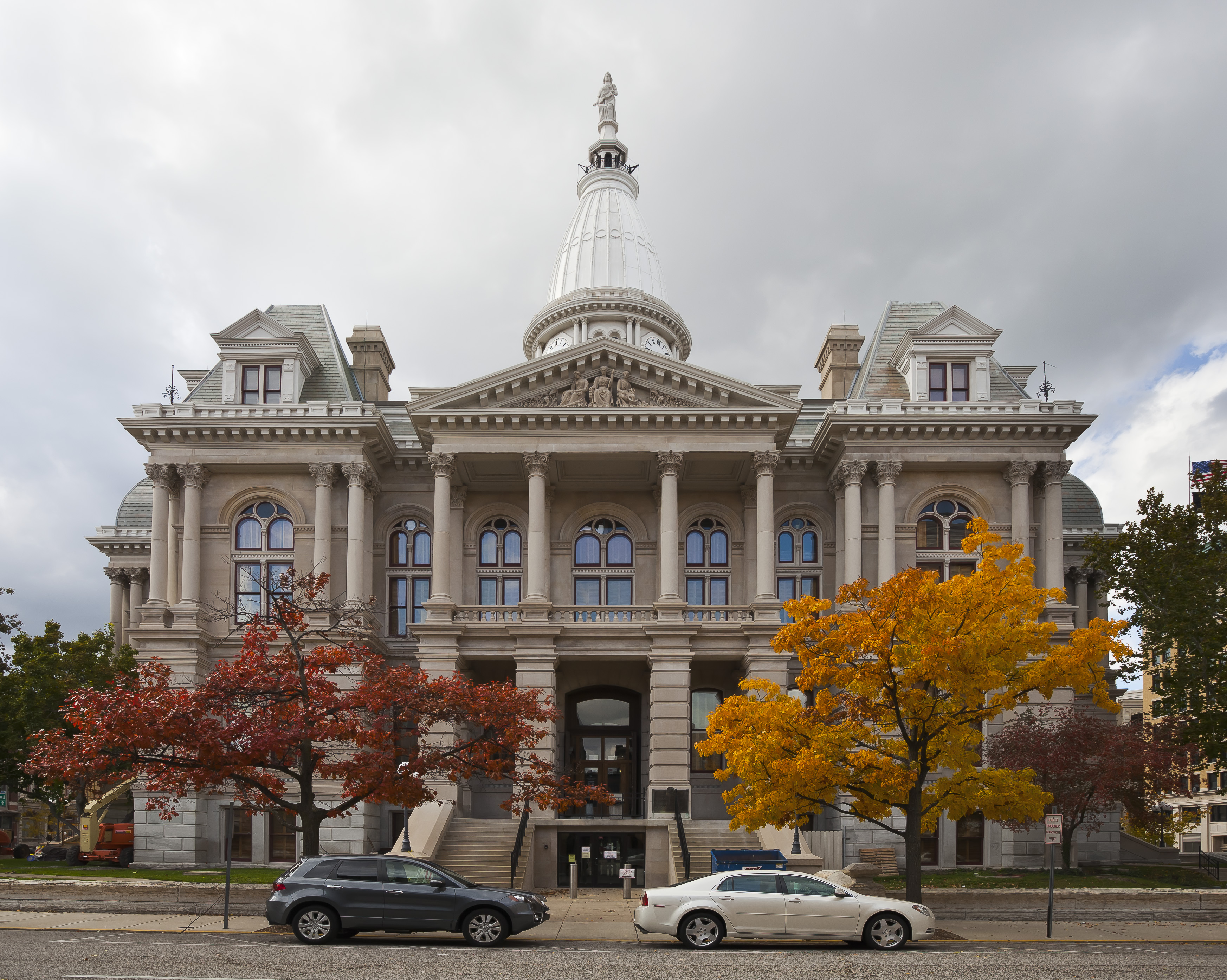
Sede del Condado de Tippecanoe.
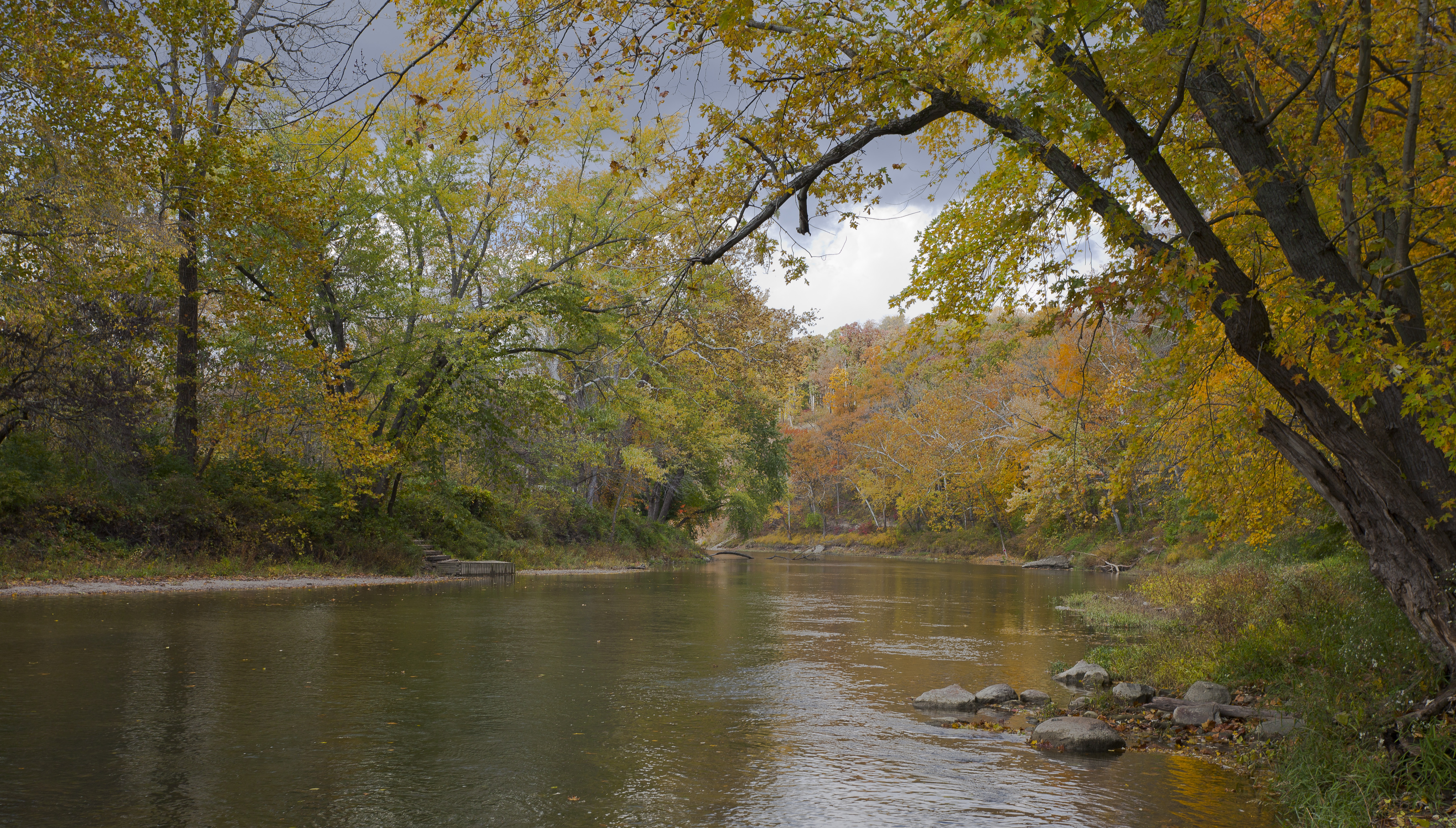
Jardín Botánico Jerry E. Clegg, Lafayette.
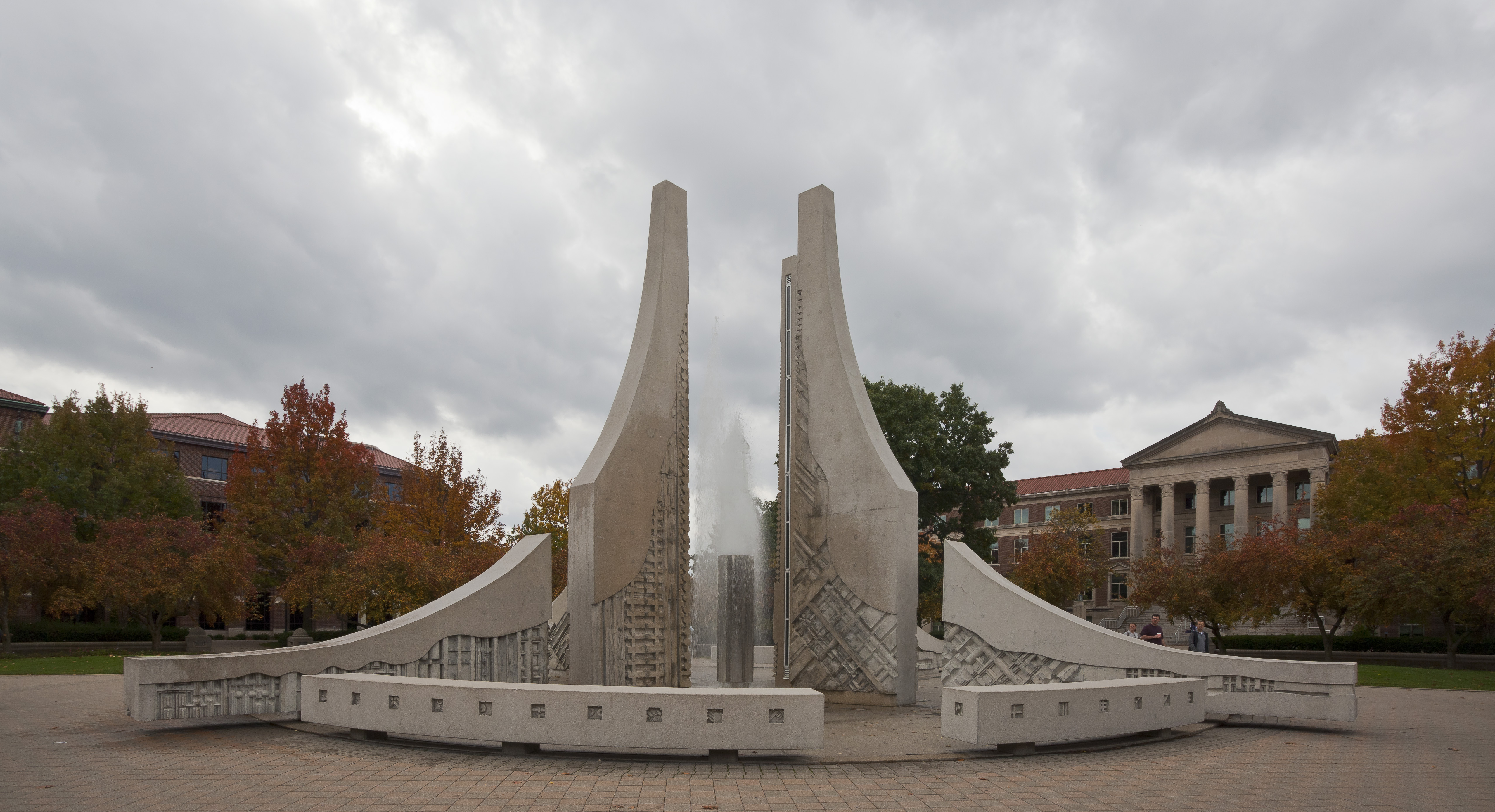
Purdue University, West Lafayette.